# Kyselka Oriona
Kyselka Oriona je volně přístupný minerální pramen v Jankovicích, části města Teplá v okrese Cheb v Karlovarském kraji.

## Geografická poloha
Minerálka vyvěrá v Tepelské vrchovině v k. ú. Jankovice západně od města Teplá.

## Přírodní poměry a využívání
Pramen Oriony se nachází při jihovýchodním okraji CHKO Slavkovský les na rozhraní mariánskolázeňského metabazického komplexu, tvořeného amfibolitem, a tepelského krystalinika s převahou ruly. Amfibolit má vliv na zvýšený obsah hořčíku v minerální vodě.
Širší okolí je bohaté na minerální vody a již od středověku jim věnovali pozornost premonstráti z kláštera Teplá. První seznam okolních minerálních pramenů pochází z roku 1609. Bohuslav Balbín pořídil další seznam na konci 17. století a uvedl, že okolí Teplé je prostoupeno výbornými, zdraví prospěšnými lahodnými kyselkami, jež nelze ani spočítat.
Poblíž pramene stávala před druhou světovou válkou stáčírna a kyselka se expedovala pod názvem Oriona. Vývěr byl zachycen v železobetonové skruži. Ze stáčírny se dochovaly pouze nepatrné základy. Po roce 1945 již nebylo stáčení obnoveno, ale do sklepa bývalé stáčírny si chodili lidé z okolí stáčet minerálku. Počátkem 50. let 20. století byl nedaleko od původního jímání proveden vrt, od kterého se minerální voda dopravuje 300 metrů dlouhým potrubím k silnici k novému odběrnému místu. To je umístěno při silnici z Teplé do Mariánských Lázní v jednoduchém dřevěném altánku s kamennou podezdívkou. Poblíž je zřízeno odpočívadlo.

## Vlastnosti a složení
Teplota pramene mírně kolísá okolo 9 °C, celková mineralizace činí přibližně 1 300 mg/litr. Obsah oxidu uhličitého je vysoký, dosahuje 2 600 mg/litr, což dodává minerálce vysokou perlivost a příjemnou kyselou chuť. Minerální voda má mírně zvýšený obsah oxidu křemičitého (SiO2) v hodnotě 86 mg/litr. Zvýšený je i obsah železa v hodnotě 11,9 mg/litr. Hodnota pH je 5,3. O léčivých účincích kyselky nejsou žádné zprávy.

## Přístupnost
Odběrové místo minerálního pramene je volně přístupné s možností parkování a je zakreslené v turistických mapách. U parkoviště stojí pomník toužimského děkana Wenzla Kunze. K místu vývěru, který se nachází asi 300 metrů západně, nevede žádná cesta ani pěšina.